# 미원초등학교 종암분교
미원초등학교 종암분교는 대한민국 충청북도 청주시 상당구 미원면 미원초정로 715-4 (종암리)에 있었던 공립 초등학교이다.

## 학교 연혁
- 1948.11.26 용곡국민학교 종암분교장 설립인가 개교
- 1964.07.31 종암국민학교로 승격 인가
- 1965.03.01 종암국민학교로 개교
- 1990.02.20 제25회 졸업
- 1992.03.01 용곡국민학교 종암분교장으로 편입
- 1993.03.01 미원국민학교 종암분교장으로 편입
- 1996.03.01 미원초등학교 종암분교로 개칭
- 2000.03.01 미원초등학교로 통폐합